# Herb Pieńska
Herb Pieńska – jeden z symboli miasta Pieńsk i gminy Pieńsk w postaci herbu.

## Wygląd i symbolika
Herb przedstawia na tarczy dwudzielnej w słup, w polu heraldycznie prawym błękitnym drzewo barwy zielonej z odsłoniętymi korzeniami na zielonej murawie, w polu heraldycznie lewym czerwonym czarna sylwetka fabryki nad takimż inicjałem nazwy miasta, literą „P”. Herb otoczony jest czarną bordiurą
Drzewo nawiązuje do słowa „pień” w języku niemieckim, od którego wywodzi się nazwa miasta. Kontur fabryki nawiązuje do przemysłowego charakteru miasta.

## Historia
Herb został zatwierdzony uchwałą Miejskiej Rady Narodowej w roku 1979.